# Геворкян Едуард Вачаганович
Едуарр Вачаганович Геворкян (рос. Эдуард Вачаганович Геворкян, вірм. Էդուարդ Վաչագանի Գևորգյան, 16 листопада 1947, Харанор, Читинська область) — радянський та російський письменник-фантаст та журналіст вірменського походження.

## Біографія
Едуард Геворкян народився у Читинській області. Спочатку Геворкян закінчив фізичний факультет Єреванського університету, пізніше закінчив також філологічний факультет МДУ. Після закінчення вишів Едуард Геворкян живе у Москві, працював лінгвістом у НДІ, а пізніше на філологічному факультеті МДУ. Даді Геворкян перейшов на журналістську роботу, працював у журналі «Наука и религия», а пізніше редактором у кількох видавництвах. Пізніше Едуард Геворкян перейшов на роботу до журналу фантастики «Если». Едуард Геворкян також є одним із засновників літературно-філософської групи «Бастіон».

## Літературна творчість
Літературну творчість Едуард Геворкян розпочав ще у 1973 році публікацією фантастичного оповідання «Розмова на березі». У 80-х роках XX століття Геворкян брав активну участь у семінарах молодих письменників-фантастів у Малєєвці. Помітним серед ранніх творів письменника є повість «Правила гри без правил», у якій ідеться про використання іншопланетянами земних юнаків як найманців та поліцейських наглядачів у своїх конфліктах із іншими чужопланетними расами. У подальшому найбільш відомими творами письменника стали романи «Часи негідників» та «Темна гора», в яких оповідається про альтернативні варіанти найближчого майбутнього. Перу автора належить також низка інших фантастичних творів, а також документальні твори, найвідоміших з яких є книга «Цезар» про життя Юлія Цезаря. Едуард Геворкян названий деякими російськими критиками-фантастикознавцями «живим класиком російської фантастики». Геворкян відомий у Росії також як критик-фантастикознавець та публіцист, автор статей та есе про антиутопії, а також про напрямки розвитку сучасної російської фантастики. Часто публікує рецензії на нові книги російських фантастів, часто під псевдонімами, а також є одним із ведучих діалогу напрямків розвитку російської фантастики в журналі «Если» під спільною назвою «Консилиум».

## Позови проти «Бібліотеки Мошкова»
1 квітня 2004 року компанія «КМ онлайн» від імені Едуарда Геворкяна, Олександри Марініної, Василя Головачова та Олени Катасонової подала кілька судових позовів проти Максима Мошкова за порушення їх авторських прав через публікацію на його сайті «Бібліотека Максима Мошкова» їх літературних творів без відповідного дозволу. Пізніше Марініна та Головачов від позову відмовилися, а представники Катасонової повідомили, що твори письменниці на цьому сайті не публікувалися, тому вони не можуть подати позов від її імені. Після цього Едуард Геворкян залишився єдиним позивачем у справі про інтернет-піратство. У результаті позову Максима Мошкова за рішенням суду 30 березня 2005 року оштрафували на 3 тисячі російських рублів та зобов'язали видалити зі свого сайту твори Геворкяна та ще кількох письменників, договір із якими про розміщення їх літературних творів на сайті не був належно укладений. Після рішення суду Едуард Геворкян та його представники висловили задоволення цим рішенням, та висловили сподівання, що це рішення спонукає власників сайтів до створення цивілізованого інтернет-ринку.

## Нагороди та премії
Едуард Геворкян є лауреатом премії «Мандрівник» у 1997 році, «Бронзовий равлик» у 1996 та 1997 роках, «Філігрань» у 2000, 2005 та 2010 роках, «Велике кільце» у 1983 році, РосКон у 2001 та 2003 роках, «Басткон» у 2002, 2003, 2010 та 2017 роках.

### Романи
- 1995 — Времена негодяев
- 1999 — Тёмная гора

### Повісті
- 1983 — Правила игры без правил
- 1990 — Чёрный стерх
- 2000 — Путешествие к Северному пределу, 2032 год
- 2001 — Возвращение мытаря
- 2009 — Чужие долги
- 2012 — Деревянные облака

### Оповідання
- 1973 — Разговор на берегу
- 1979 — Преображение
- 1981 — Возможное-невозможное
- 1985 — Высшая мера
- 1987 — Сосед
- 1988 — День получки Клопова
- 1988 — Детство Астхик
- 1988 — Скакалка
- 1988 — Филократ в гостях у Мидаса
- 1990 — «Кто стучится в дверь ко мне?…»
- 1990 — До зимы ещё полгода
- 1990 — Чем вымощена дорога в рай?
- 1994 — Книги мёртвых
- 1998 — Блуждающая доска объявлений (у співавторстві з Олександром Шалгановим)
- 2000 — Кто подарки нам принёс?
- 2002 — Аргус
- 2004 — Ладонь, обращённая к небу
- 2013 — День космонавтики
- 2015 — Детство Серёжи
- 2016 — При дверях
- 2018 — Ангедония

### Документальні твори
- 2011 — Цезарь

### П'єси
- 1992 — Прагматическая санкция
- 2002 — Карусель Действо